# Sakura no sono (film, 2008)
Pour plus de détails, voir Fiche technique et Distribution.
Sakura no sono (櫻の園) est un film japonais réalisé par Shun Nakahara, sorti en 2008. Il s'agit d'une adaptation du manga du même nom et du remake du film du même nom réalisé en 1990 par le même réalisateur.

## Synopsis
Le club de théâtre d'un lycée privée pour filles décide de monter La Cerisaie d'Anton Tchekhov.

## Fiche technique
- Titre : Sakura no sono (櫻の園?)
- Réalisation : Shun Nakahara
- Scénario : Erika Seki d'après le manga du même nom d'Akimi Yoshida
- Musique : Kenji Kawai
- Photographie : Kōichi Ishii
- Montage : Nobuko Tomita
- Production : Hiroyuki Akimoto, Fumitsugu Ikeda, Seiichi Koga et Naoya Narita
- Société de production : Arcimboldo Y.K., Dentsu, G.T. Entertainment, Hakusensha, Kinoshita Komuten, Oscar Promotion, Shōchiku, Shūeisha et TV Asahi
- Pays :  Japon
- Genre : Drame
- Durée : 102 minutes
- Dates de sortie : 
  -  Japon : 8 novembre 2008

## Distribution
- Saki Fukuda : Momo Yuki
- Saki Terashima : Mayuko Akaboshi
- Anne Watanabe : Aoi Ogasawara
- Yūko Ōshima : Midori Sawa
- Haneyuri : Nanami Yokota
- Emi Takei : Maki Mizuta
- Ryōko Yonekura : Shino Wakamatsu
- Rei Kikukawa : Kayo Banno
- Aya Ueto : Rimi
- Tomo Yanagishita : Su Machida
- Kotomi Kyōno : Anne Yuki
- Ren Ōsugi : Nisaburo Suzuki
- Sumiko Fuji : Reiko Takayama
- Megumi Han : Haruka Wada

## Distinctions
Le film a reçu le Japan Academy Prize du meilleur espoir pour Saki Fukuda.